# Ludacris
Christopher Brian Bridges (n. 11 septembrie 1977),, cunoscut după numele de scenă Ludacris, este un rapper și actor american. Ludacris a câștigat un Screen Actors Guild, Critic's Choice, MTV și câteva premii Grammy de-a lungul carierei.

## Filmografie
- 2 Fast 2 Furious
- Fratele lui Moș Crăciun (2007)
- Fast Five
- Fast & Furious 6
- "Furious 7" (2015)
- Fast & Furious 8
- Fast & Furious 9
- Fast X